# 2023–2024-es EHF-bajnokok ligája (csoportkör)
Ez a cikk ismerteti a 2023–2024-es EHF-bajnokok ligája csoportkörének az eredményeit.

## Formátum
A csoportkörbe jutott 16 csapatot két csoportba sorolták. A csoportokból a csoportgyőztes és a második helyezett egyből a negyeddöntőbe jut, a 3-6. helyezettek pedig a nyolcaddöntőbe.
Azonos pontszám esetén az alábbiak szerint döntik el a sorrendet:
1. Egymás elleni mérkőzéseken szerzett több pont,
2. Egymás elleni mérkőzések alapján számolt gólkülönbség,
3. Egymás elleni mérkőzéseken lőtt több gól,
4. A csoport összes meccse alapján számolt gólkülönbség,
5. A csoportban lőtt gólok száma,
6. Sorsolás.

## Kiemelés
A csoportkör sorsolását 2023. június 27-én tartották Bécsben. A 16 csapatot két csoportba sorsolták három kalapból. Az első kalapból három csapatot az A csoportba, három csapatot a B csoportba sorsoltak. A kettes kalapban olyan országok második csapata szerepelt, amelyeknek az első csapata az 1-es kalapban voltak, így mivel egy ország két csapata nem kerülhet ugyanabba a csoportba, a 2-es kalap csapatait sorsolás nélkül be tudták sorolni a megfelelő csoportba. A 3-as kalapból pedig három csapatot az A csoportba, kettőt pedig a B csoportba sorsoltak.
| 1-es kalap                                                                                | 2-es kalap                                                        | 3-as kalap                                                  |
| ----------------------------------------------------------------------------------------- | ----------------------------------------------------------------- | ----------------------------------------------------------- |
| THW Kiel Paris Saint-Germain GOG Håndbold Vive Targi Kielce Telekom Veszprém KC Barcelona | SC Magdeburg Montpellier Handball Aalborg Wisła Płock Pick Szeged | Porto Kolstad Håndball Zagreb RK Eurofarm Pelister RK Celje |

## Csoportkör

### A csoport
| #  | Csapat                 | M  | Gy | D | V  | G+  | G–  | Gk  | P  |
| -- | ---------------------- | -- | -- | - | -- | --- | --- | --- | -- |
| 1. | THW Kiel               | 14 | 10 | 2 | 2  | 410 | 379 | +31 | 22 |
| 2. | Aalborg                | 14 | 8  | 3 | 3  | 430 | 382 | +48 | 19 |
| 3. | Paris Saint-Germain    | 14 | 8  | 1 | 5  | 431 | 412 | +19 | 17 |
| 4. | Vive Kielce            | 14 | 6  | 4 | 4  | 413 | 402 | +11 | 16 |
| 5. | RK Zagreb              | 14 | 6  | 2 | 6  | 373 | 373 | 0   | 14 |
| 6. | OTP Bank - Pick Szeged | 14 | 6  | 1 | 7  | 401 | 414 | –13 | 13 |
| 7. | Kolstad Håndball       | 14 | 5  | 1 | 8  | 393 | 401 | –8  | 11 |
| 8. | RK Eurofarm Pelister   | 14 | 0  | 0 | 14 | 333 | 421 | –88 | 0  |

| 2023. szeptember 13. 18:45 | Vive Kielce | 31–34       | Aalborg  | Hala Legionów, Kielce Nézőszám: 3800 Játékvezetők: Bonaventura, Bonaventura (FRA) |
| 2023. szeptember 13. 18:45 | Sićko 11    | (15–18)     | Hansen 7 | Hala Legionów, Kielce Nézőszám: 3800 Játékvezetők: Bonaventura, Bonaventura (FRA) |
| 2023. szeptember 13. 18:45 | 3×          | Jegyzőkönyv | 4× 1×    | Hala Legionów, Kielce Nézőszám: 3800 Játékvezetők: Bonaventura, Bonaventura (FRA) |

| 2023. szeptember 13. 18:45 | RK Eurofarm Pelister | 22–31       | Kolstad Håndball | Szportszka szala Boro Csurlevszki, Bitola Nézőszám: 3000 Játékvezetők: Schulze, Tönnies (GER) |
| 2023. szeptember 13. 18:45 | Radivojević 6        | (10–16)     | Aalberg 9        | Szportszka szala Boro Csurlevszki, Bitola Nézőszám: 3000 Játékvezetők: Schulze, Tönnies (GER) |
| 2023. szeptember 13. 18:45 | 2×                   | Jegyzőkönyv | 1×               | Szportszka szala Boro Csurlevszki, Bitola Nézőszám: 3000 Játékvezetők: Schulze, Tönnies (GER) |

| 2023. szeptember 14. 18:45 | OTP Bank - Pick Szeged | 29–31       | Paris Saint-Germain | Pick Aréna, Szeged Nézőszám: 4700 Játékvezetők: Brunner, Salah (SUI) |
| 2023. szeptember 14. 18:45 | Šoštarič 9             | (13–16)     | Syprzak 6           | Pick Aréna, Szeged Nézőszám: 4700 Játékvezetők: Brunner, Salah (SUI) |
| 2023. szeptember 14. 18:45 | 5× 2×                  | Jegyzőkönyv | 4×                  | Pick Aréna, Szeged Nézőszám: 4700 Játékvezetők: Brunner, Salah (SUI) |

| 2023. szeptember 14. 18:45 | RK Zagreb  | 23–30       | THW Kiel  | Arena Zagreb, Zágráb Nézőszám: 4874 Játékvezetők: Horváth, Marton (HUN) |
| 2023. szeptember 14. 18:45 | Gyibirov 4 | (9–16)      | Wiencek 8 | Arena Zagreb, Zágráb Nézőszám: 4874 Játékvezetők: Horváth, Marton (HUN) |
| 2023. szeptember 14. 18:45 | 5× 1×      | Jegyzőkönyv | 4× 2× 1×  | Arena Zagreb, Zágráb Nézőszám: 4874 Játékvezetők: Horváth, Marton (HUN) |

| 2023. szeptember 20. 20:45 | Aalborg | 38–23       | RK Eurofarm Pelister | Gigantium, Aalborg Nézőszám: 5072 Játékvezetők: Marín, García (ESP) |
| 2023. szeptember 20. 20:45 | Vlah 7  | (18–10)     | Petrović 7           | Gigantium, Aalborg Nézőszám: 5072 Játékvezetők: Marín, García (ESP) |
| 2023. szeptember 20. 20:45 | 1×      | Jegyzőkönyv | 2× 2×                | Gigantium, Aalborg Nézőszám: 5072 Játékvezetők: Marín, García (ESP) |

| 2023. szeptember 21. 18:45 | Paris Saint-Germain | 35–31       | RK Zagreb | Halle Georges Carpentier, Párizs Nézőszám: 2523 Játékvezetők: Caçador, Nicolau (POR) |
| 2023. szeptember 21. 18:45 | Syprzak 8           | (18–16)     | Morales 7 | Halle Georges Carpentier, Párizs Nézőszám: 2523 Játékvezetők: Caçador, Nicolau (POR) |
| 2023. szeptember 21. 18:45 | 2×                  | Jegyzőkönyv | 6× 1×     | Halle Georges Carpentier, Párizs Nézőszám: 2523 Játékvezetők: Caçador, Nicolau (POR) |

| 2023. szeptember 21. 18:45 | THW Kiel | 35–32       | OTP Bank - Pick Szeged | Wunderino Arena, Kiel Nézőszám: 5234 Játékvezetők: Lah, Sok (SLO) |
| 2023. szeptember 21. 18:45 | Ekberg 7 | (16–15)     | Šoštarič 8             | Wunderino Arena, Kiel Nézőszám: 5234 Játékvezetők: Lah, Sok (SLO) |
| 2023. szeptember 21. 18:45 | 4× 1×    | Jegyzőkönyv | 5×                     | Wunderino Arena, Kiel Nézőszám: 5234 Játékvezetők: Lah, Sok (SLO) |

| 2023. szeptember 21. 18:45 | Kolstad Håndball | 30–32       | Vive Kielce | Trondheim Spektrum, Trondheim Nézőszám: 5611 Játékvezetők: Martins, Martins (POR) |
| 2023. szeptember 21. 18:45 | Johannessen 8    | (11–17)     | Sićko 6     | Trondheim Spektrum, Trondheim Nézőszám: 5611 Játékvezetők: Martins, Martins (POR) |
| 2023. szeptember 21. 18:45 | 4× 1×            | Jegyzőkönyv | 4×          | Trondheim Spektrum, Trondheim Nézőszám: 5611 Játékvezetők: Martins, Martins (POR) |

| 2023. szeptember 27. 18:45 | Vive Kielce | 30–29       | Paris Saint-Germain | Hala Legionów, Kielce Nézőszám: 4200 Játékvezetők: Mažeika, Gatelis (LTU) |
| 2023. szeptember 27. 18:45 | Sićko 8     | (16–15)     | Syprzak 7           | Hala Legionów, Kielce Nézőszám: 4200 Játékvezetők: Mažeika, Gatelis (LTU) |
| 2023. szeptember 27. 18:45 | 4× 1×       | Jegyzőkönyv | 2×                  | Hala Legionów, Kielce Nézőszám: 4200 Játékvezetők: Mažeika, Gatelis (LTU) |

| 2023. szeptember 27. 18:45 | OTP Bank - Pick Szeged | 34–27       | Aalborg  | Pick Aréna, Szeged Nézőszám: 4032 Játékvezetők: Konjičanin, Konjičanin (BIH) |
| 2023. szeptember 27. 18:45 | Šoštarič 9             | (20–16)     | Hansen 6 | Pick Aréna, Szeged Nézőszám: 4032 Játékvezetők: Konjičanin, Konjičanin (BIH) |
| 2023. szeptember 27. 18:45 | 3×                     | Jegyzőkönyv | 2× 1×    | Pick Aréna, Szeged Nézőszám: 4032 Játékvezetők: Konjičanin, Konjičanin (BIH) |

| 2023. szeptember 27. 18:45 | RK Eurofarm Pelister | 20–23       | THW Kiel            | Szportszka szala Boro Csurlevszki, Bitola Nézőszám: 2700 Játékvezetők: Brkic, Jusufhodzic (AUT) |
| 2023. szeptember 27. 18:45 | Radivojević 5        | (9–11)      | Ekberg, Skipagøtu 5 | Szportszka szala Boro Csurlevszki, Bitola Nézőszám: 2700 Játékvezetők: Brkic, Jusufhodzic (AUT) |
| 2023. szeptember 27. 18:45 | 3×                   | Jegyzőkönyv | 3× 2×               | Szportszka szala Boro Csurlevszki, Bitola Nézőszám: 2700 Játékvezetők: Brkic, Jusufhodzic (AUT) |

| 2023. szeptember 28. 18:45 | RK Zagreb | 31–20       | Kolstad Håndball | Arena Zagreb, Zágráb Nézőszám: 1473 Játékvezetők: Kurtagic, Wetterwik (SWE) |
| 2023. szeptember 28. 18:45 | Morales 8 | (17–10)     | Guðjónsson 11    | Arena Zagreb, Zágráb Nézőszám: 1473 Játékvezetők: Kurtagic, Wetterwik (SWE) |
| 2023. szeptember 28. 18:45 | 5× 1×     | Jegyzőkönyv | 4× 1×            | Arena Zagreb, Zágráb Nézőszám: 1473 Játékvezetők: Kurtagic, Wetterwik (SWE) |

| 2023. október 11. 20:45 | THW Kiel               | 35–31       | Vive Kielce      | Wunderino Arena, Kiel Nézőszám: 6071 Játékvezetők: Hansen, Madsen (DEN) |
| 2023. október 11. 20:45 | Skipagøtu, Johansson 7 | (15–16)     | Sićko, Tournat 7 | Wunderino Arena, Kiel Nézőszám: 6071 Játékvezetők: Hansen, Madsen (DEN) |
| 2023. október 11. 20:45 | 8×                     | Jegyzőkönyv | 7×               | Wunderino Arena, Kiel Nézőszám: 6071 Játékvezetők: Hansen, Madsen (DEN) |

| 2023. október 12. 18:45 | RK Zagreb | 30–30       | Aalborg         | Arena Zagreb, Zágráb Nézőszám: 5018 Játékvezetők: Schulze, Tönnies (GER) |
| 2023. október 12. 18:45 | Srna 7    | (15–15)     | Hansen, Hoxer 6 | Arena Zagreb, Zágráb Nézőszám: 5018 Játékvezetők: Schulze, Tönnies (GER) |
| 2023. október 12. 18:45 | 6× 2× 1×  | Jegyzőkönyv | 1× 1×           | Arena Zagreb, Zágráb Nézőszám: 5018 Játékvezetők: Schulze, Tönnies (GER) |

| 2023. október 12. 18:45 | Kolstad Håndball | 37–24       | OTP Bank - Pick Szeged | Trondheim Spektrum, Trondheim Nézőszám: 5121 Játékvezetők: Marín, García (ESP) |
| 2023. október 12. 18:45 | Rød, Lyse 8      | (24–11)     | három játékos 5        | Trondheim Spektrum, Trondheim Nézőszám: 5121 Játékvezetők: Marín, García (ESP) |
| 2023. október 12. 18:45 | 2× 2× 1×         | Jegyzőkönyv | 5×                     | Trondheim Spektrum, Trondheim Nézőszám: 5121 Játékvezetők: Marín, García (ESP) |

| 2023. október 12. 20:45 | Paris Saint-Germain | 31–26       | RK Eurofarm Pelister | Halle Georges Carpentier, Párizs Nézőszám: 2431 Játékvezetők: Erdoğan, Özdeniz (TUR) |
| 2023. október 12. 20:45 | Syprzak 7           | (15–12)     | három játékos 5      | Halle Georges Carpentier, Párizs Nézőszám: 2431 Játékvezetők: Erdoğan, Özdeniz (TUR) |
| 2023. október 12. 20:45 | 1×                  | Jegyzőkönyv | 3× 1×                | Halle Georges Carpentier, Párizs Nézőszám: 2431 Játékvezetők: Erdoğan, Özdeniz (TUR) |

| 2023. október 18. 20:45 | Paris Saint-Germain | 33–30       | Aalborg  | Halle Georges Carpentier, Párizs Nézőszám: 2433 Játékvezetők: Lah, Sok (SLO) |
| 2023. október 18. 20:45 | Prandi 8            | (15–14)     | Hansen 7 | Halle Georges Carpentier, Párizs Nézőszám: 2433 Játékvezetők: Lah, Sok (SLO) |
| 2023. október 18. 20:45 | 4× 1×               | Jegyzőkönyv | 4× 1×    | Halle Georges Carpentier, Párizs Nézőszám: 2433 Játékvezetők: Lah, Sok (SLO) |

| 2023. október 19. 18:45 | RK Zagreb     | 27–18       | RK Eurofarm Pelister | Arena Zagreb, Zágráb Nézőszám: 6100 Játékvezetők: Martins, Martins (POR) |
| 2023. október 19. 18:45 | Kavčič, Kos 5 | (10–10)     | Borzaš 3             | Arena Zagreb, Zágráb Nézőszám: 6100 Játékvezetők: Martins, Martins (POR) |
| 2023. október 19. 18:45 | 3× 1×         | Jegyzőkönyv | 5× 1× 2×             | Arena Zagreb, Zágráb Nézőszám: 6100 Játékvezetők: Martins, Martins (POR) |

| 2023. október 19. 18:45 | Kolstad Håndball | 34–30       | THW Kiel  | Trondheim Spektrum, Trondheim Nézőszám: 7120 Játékvezetők: Elíasson, Pálsson (ISL) |
| 2023. október 19. 18:45 | Guðjónsson 10    | (19–16)     | Ekberg 10 | Trondheim Spektrum, Trondheim Nézőszám: 7120 Játékvezetők: Elíasson, Pálsson (ISL) |
| 2023. október 19. 18:45 | 4× 1×            | Jegyzőkönyv | 5× 2×     | Trondheim Spektrum, Trondheim Nézőszám: 7120 Játékvezetők: Elíasson, Pálsson (ISL) |

| 2023. október 19. 20:45 | Vive Kielce | 27–27       | OTP Bank - Pick Szeged | Hala Legionów, Kielce Nézőszám: 4200 Játékvezetők: Kurtagic, Wetterwik (SWE) |
| 2023. október 19. 20:45 | Moryto 6    | (14–15)     | Stepančić 6            | Hala Legionów, Kielce Nézőszám: 4200 Játékvezetők: Kurtagic, Wetterwik (SWE) |
| 2023. október 19. 20:45 | 3× 1×       | Jegyzőkönyv | 3× 1×                  | Hala Legionów, Kielce Nézőszám: 4200 Játékvezetők: Kurtagic, Wetterwik (SWE) |

| 2023. október 25. 18:45 | Aalborg    | 27–25       | Kolstad Håndball | Gigantium, Aalborg Nézőszám: 5320 Játékvezetők: Horáček, Novotný (CZE) |
| 2023. október 25. 18:45 | Hangaard 7 | (17–12)     | Sagosen 10       | Gigantium, Aalborg Nézőszám: 5320 Játékvezetők: Horáček, Novotný (CZE) |
| 2023. október 25. 18:45 | 1×         | Jegyzőkönyv | 4×               | Gigantium, Aalborg Nézőszám: 5320 Játékvezetők: Horáček, Novotný (CZE) |

| 2023. október 25. 20:45 | RK Eurofarm Pelister | 21–24       | Vive Kielce  | Szportszka szala Boro Csurlevszki, Bitola Nézőszám: 3000 Játékvezetők: Gasmi, Gasmi (FRA) |
| 2023. október 25. 20:45 | Radivojević 6        | (8–14)      | Olejniczak 5 | Szportszka szala Boro Csurlevszki, Bitola Nézőszám: 3000 Játékvezetők: Gasmi, Gasmi (FRA) |
| 2023. október 25. 20:45 | 6×                   | Jegyzőkönyv | 5× 1×        | Szportszka szala Boro Csurlevszki, Bitola Nézőszám: 3000 Játékvezetők: Gasmi, Gasmi (FRA) |

| 2023. október 26. 18:45 | OTP Bank - Pick Szeged | 27–26       | RK Zagreb | Pick Aréna, Szeged Nézőszám: 4515 Játékvezetők: Bonaventura, Bonaventura (FRA) |
| 2023. október 26. 18:45 | három játékos 4        | (13–15)     | Kos 5     | Pick Aréna, Szeged Nézőszám: 4515 Játékvezetők: Bonaventura, Bonaventura (FRA) |
| 2023. október 26. 18:45 | 4× 1×                  | Jegyzőkönyv | 6×        | Pick Aréna, Szeged Nézőszám: 4515 Játékvezetők: Bonaventura, Bonaventura (FRA) |

| 2023. október 26. 20:45 | Paris Saint-Germain | 28–34       | THW Kiel              | Halle Georges Carpentier, Párizs Nézőszám: 3300 Játékvezetők: Marín, García (ESP) |
| 2023. október 26. 20:45 | Syprzak 8           | (14–13)     | Reinkind, Skipagøtu 7 | Halle Georges Carpentier, Párizs Nézőszám: 3300 Játékvezetők: Marín, García (ESP) |
| 2023. október 26. 20:45 | 5× 1×               | Jegyzőkönyv | 5× 1×                 | Halle Georges Carpentier, Párizs Nézőszám: 3300 Játékvezetők: Marín, García (ESP) |

| 2023. november 15. 18:45 | Kolstad Håndball | 36–31       | Paris Saint-Germain | Trondheim Spektrum, Trondheim Nézőszám: 8900 Játékvezetők: Nikolov, Nachevski (MKD) |
| 2023. november 15. 18:45 | Rød 12           | (14–16)     | Prandi, Syprzak 7   | Trondheim Spektrum, Trondheim Nézőszám: 8900 Játékvezetők: Nikolov, Nachevski (MKD) |
| 2023. november 15. 18:45 | 4× 1×            | Jegyzőkönyv | 1× 1×               | Trondheim Spektrum, Trondheim Nézőszám: 8900 Játékvezetők: Nikolov, Nachevski (MKD) |

| 2023. november 16. 18:45 | THW Kiel | 18–27       | Aalborg    | Wunderino Arena, Kiel Nézőszám: 7150 Játékvezetők: Martins, Martins (POR) |
| 2023. november 16. 18:45 | Ekberg 7 | (6–11)      | Barthold 5 | Wunderino Arena, Kiel Nézőszám: 7150 Játékvezetők: Martins, Martins (POR) |
| 2023. november 16. 18:45 | 2× 1×    | Jegyzőkönyv | 1×         | Wunderino Arena, Kiel Nézőszám: 7150 Játékvezetők: Martins, Martins (POR) |

| 2023. november 16. 18:45 | RK Zagreb | 22–22       | Vive Kielce     | Arena Zagreb, Zágráb Nézőszám: 6120 Játékvezetők: Konjičanin, Konjičanin (BIH) |
| 2023. november 16. 18:45 | Kos 5     | (11–10)     | D. Dujsebajev 4 | Arena Zagreb, Zágráb Nézőszám: 6120 Játékvezetők: Konjičanin, Konjičanin (BIH) |
| 2023. november 16. 18:45 | 6× 2×     | Jegyzőkönyv | 4×              | Arena Zagreb, Zágráb Nézőszám: 6120 Játékvezetők: Konjičanin, Konjičanin (BIH) |

| 2023. november 16. 18:45 | OTP Bank - Pick Szeged | 34–26       | RK Eurofarm Pelister | Pick Aréna, Szeged Nézőszám: 3246 Játékvezetők: Covalciuc, Covalciuc (MDA) |
| 2023. november 16. 18:45 | Šoštarič 9             | (18–19)     | Vasiliev 5           | Pick Aréna, Szeged Nézőszám: 3246 Játékvezetők: Covalciuc, Covalciuc (MDA) |
| 2023. november 16. 18:45 | 4×                     | Jegyzőkönyv | 5×                   | Pick Aréna, Szeged Nézőszám: 3246 Játékvezetők: Covalciuc, Covalciuc (MDA) |

| 2023. november 22. 18:45 | Aalborg         | 27–27       | THW Kiel | Gigantium, Aalborg Nézőszám: 5500 Játékvezetők: Mažeika, Gatelis (LTU) |
| 2023. november 22. 18:45 | Hald, Nilsson 5 | (13–17)     | Bilyk 6  | Gigantium, Aalborg Nézőszám: 5500 Játékvezetők: Mažeika, Gatelis (LTU) |
| 2023. november 22. 18:45 | 1× 1×           | Jegyzőkönyv | 4× 2×    | Gigantium, Aalborg Nézőszám: 5500 Játékvezetők: Mažeika, Gatelis (LTU) |

| 2023. november 22. 18:45 | RK Eurofarm Pelister | 27–28       | OTP Bank - Pick Szeged | Szportszka szala Boro Csurlevszki, Bitola Nézőszám: 3000 Játékvezetők: Gasmi, Gasmi (FRA) |
| 2023. november 22. 18:45 | Borzaš 6             | (12–15)     | Šoštarič 7             | Szportszka szala Boro Csurlevszki, Bitola Nézőszám: 3000 Játékvezetők: Gasmi, Gasmi (FRA) |
| 2023. november 22. 18:45 | 5× 2× 1×             | Jegyzőkönyv | 3×                     | Szportszka szala Boro Csurlevszki, Bitola Nézőszám: 3000 Játékvezetők: Gasmi, Gasmi (FRA) |

| 2023. november 22. 20:45 | Paris Saint-Germain | 28–28       | Kolstad Håndball | Halle Georges Carpentier, Párizs Nézőszám: 3250 Játékvezetők: Merz, Kuttler (GER) |
| 2023. november 22. 20:45 | Prandi 10           | (13–15)     | Sagosen 10       | Halle Georges Carpentier, Párizs Nézőszám: 3250 Játékvezetők: Merz, Kuttler (GER) |
| 2023. november 22. 20:45 | 4× 1×               | Jegyzőkönyv | 2×               | Halle Georges Carpentier, Párizs Nézőszám: 3250 Játékvezetők: Merz, Kuttler (GER) |

| 2023. november 23. 18:45 | Vive Kielce | 28–24       | RK Zagreb       | Hala Legionów, Kielce Nézőszám: 4200 Játékvezetők: Horáček, Novotný (CZE) |
| 2023. november 23. 18:45 | Wiaderny 5  | (12–12)     | Kos, Gyibirov 5 | Hala Legionów, Kielce Nézőszám: 4200 Játékvezetők: Horáček, Novotný (CZE) |
| 2023. november 23. 18:45 | 3×          | Jegyzőkönyv | 4× 1×           | Hala Legionów, Kielce Nézőszám: 4200 Játékvezetők: Horáček, Novotný (CZE) |

| 2023. november 29. 18:45 | Kolstad Håndball | 18–29       | Aalborg    | Trondheim Spektrum, Trondheim Nézőszám: 8515 Játékvezetők: Pavićević, Ražnatović (MNE) |
| 2023. november 29. 18:45 | Sagosen 4        | (9–14)      | Hangaard 6 | Trondheim Spektrum, Trondheim Nézőszám: 8515 Játékvezetők: Pavićević, Ražnatović (MNE) |
| 2023. november 29. 18:45 | 4×               | Jegyzőkönyv | 3×         | Trondheim Spektrum, Trondheim Nézőszám: 8515 Játékvezetők: Pavićević, Ražnatović (MNE) |

| 2023. november 29. 18:45 | RK Zagreb     | 30–25       | OTP Bank - Pick Szeged | Arena Zagreb, Zágráb Nézőszám: 6380 Játékvezetők: Nikolov, Nachevski (MKD) |
| 2023. november 29. 18:45 | Čupić, Srna 6 | (17–12)     | Mačkovšek 5            | Arena Zagreb, Zágráb Nézőszám: 6380 Játékvezetők: Nikolov, Nachevski (MKD) |
| 2023. november 29. 18:45 | 2× 1×         | Jegyzőkönyv | 5× 2×                  | Arena Zagreb, Zágráb Nézőszám: 6380 Játékvezetők: Nikolov, Nachevski (MKD) |

| 2023. november 30. 18:45 | THW Kiel | 26–24       | Paris Saint-Germain | Wunderino Arena, Kiel Nézőszám: 8204 Játékvezetők: Jørum, Kleven (NOR) |
| 2023. november 30. 18:45 | Ekberg 5 | (15–10)     | Grebille 6          | Wunderino Arena, Kiel Nézőszám: 8204 Játékvezetők: Jørum, Kleven (NOR) |
| 2023. november 30. 18:45 | 3×       | Jegyzőkönyv | 1×                  | Wunderino Arena, Kiel Nézőszám: 8204 Játékvezetők: Jørum, Kleven (NOR) |

| 2023. november 30. 20:45 | Vive Kielce  | 35–25       | RK Eurofarm Pelister | Hala Legionów, Kielce Nézőszám: 4000 Játékvezetők: Caçador, Nicolau (POR) |
| 2023. november 30. 20:45 | Þrastarson 7 | (18–13)     | Cehte 7              | Hala Legionów, Kielce Nézőszám: 4000 Játékvezetők: Caçador, Nicolau (POR) |
| 2023. november 30. 20:45 | 2×           | Jegyzőkönyv | 4× 1×                | Hala Legionów, Kielce Nézőszám: 4000 Játékvezetők: Caçador, Nicolau (POR) |

| 2023. december 6. 18:45 | OTP Bank - Pick Szeged | 26–25       | Vive Kielce     | Pick Aréna, Szeged Nézőszám: 4506 Játékvezetők: Elíasson, Pálsson (ISL) |
| 2023. december 6. 18:45 | négy játékos 4         | (15–11)     | A. Dujsebajev 6 | Pick Aréna, Szeged Nézőszám: 4506 Játékvezetők: Elíasson, Pálsson (ISL) |
| 2023. december 6. 18:45 | 3× 2×                  | Jegyzőkönyv | 2× 1×           | Pick Aréna, Szeged Nézőszám: 4506 Játékvezetők: Elíasson, Pálsson (ISL) |

| 2023. december 6. 18:45 | THW Kiel | 26–25       | Kolstad Håndball | Wunderino Arena, Kiel Nézőszám: 6811 Játékvezetők: Bonaventura, Bonaventura (FRA) |
| 2023. december 6. 18:45 | Ekberg 8 | (15–12)     | három játékos 5  | Wunderino Arena, Kiel Nézőszám: 6811 Játékvezetők: Bonaventura, Bonaventura (FRA) |
| 2023. december 6. 18:45 | 3× 1×    | Jegyzőkönyv | 7× 2× 1×         | Wunderino Arena, Kiel Nézőszám: 6811 Játékvezetők: Bonaventura, Bonaventura (FRA) |

| 2023. december 7. 18:45 | Aalborg    | 30–32       | Paris Saint-Germain | Gigantium, Aalborg Nézőszám: 5500 Játékvezetők: Bíró, Kiss (HUN) |
| 2023. december 7. 18:45 | Nilsson 10 | (15–15)     | Prandi 6            | Gigantium, Aalborg Nézőszám: 5500 Játékvezetők: Bíró, Kiss (HUN) |
| 2023. december 7. 18:45 | 3×         | Jegyzőkönyv | 4×                  | Gigantium, Aalborg Nézőszám: 5500 Játékvezetők: Bíró, Kiss (HUN) |

| 2023. december 7. 18:45 | RK Eurofarm Pelister | 22–23       | RK Zagreb | Szportszka szala Boro Csurlevszki, Bitola Nézőszám: 3000 Játékvezetők: Marín, García (ESP) |
| 2023. december 7. 18:45 | Kuzmanovski 8        | (10–13)     | Klarica 5 | Szportszka szala Boro Csurlevszki, Bitola Nézőszám: 3000 Játékvezetők: Marín, García (ESP) |
| 2023. december 7. 18:45 | 6× 1×                | Jegyzőkönyv | 4× 1×     | Szportszka szala Boro Csurlevszki, Bitola Nézőszám: 3000 Játékvezetők: Marín, García (ESP) |

| 2024. február 14. 18:45 | RK Eurofarm Pelister | 25–31       | Paris Saint-Germain | Szportszka szala Boro Csurlevszki, Bitola Nézőszám: 3000 Játékvezetők: Horáček, Novotný (CZE) |
| 2024. február 14. 18:45 | öt játékos 3         | (9–15)      | Syprzak 7           | Szportszka szala Boro Csurlevszki, Bitola Nézőszám: 3000 Játékvezetők: Horáček, Novotný (CZE) |
| 2024. február 14. 18:45 | 1×                   | Jegyzőkönyv | 1×                  | Szportszka szala Boro Csurlevszki, Bitola Nézőszám: 3000 Játékvezetők: Horáček, Novotný (CZE) |

| 2024. február 14. 20:45 | Vive Kielce              | 36–36       | THW Kiel            | Hala Legionów, Kielce Nézőszám: 4200 Játékvezetők: Boričić, Marković (SRB) |
| 2024. február 14. 20:45 | A. Dujsebajev, Tournat 7 | (15–17)     | Ekberg, Johansson 7 | Hala Legionów, Kielce Nézőszám: 4200 Játékvezetők: Boričić, Marković (SRB) |
| 2024. február 14. 20:45 | 3×                       | Jegyzőkönyv | 6× 1×               | Hala Legionów, Kielce Nézőszám: 4200 Játékvezetők: Boričić, Marković (SRB) |

| 2024. február 15. 18:45 | Aalborg  | 32–22       | RK Zagreb | Gigantium, Aalborg Nézőszám: 5475 Játékvezetők: Covalciuc, Covalciuc (MDA) |
| 2024. február 15. 18:45 | Hansen 6 | (18–12)     | Glavaš 5  | Gigantium, Aalborg Nézőszám: 5475 Játékvezetők: Covalciuc, Covalciuc (MDA) |
| 2024. február 15. 18:45 | 4×       | Jegyzőkönyv | 4×        | Gigantium, Aalborg Nézőszám: 5475 Játékvezetők: Covalciuc, Covalciuc (MDA) |

| 2024. február 15. 18:45 | OTP Bank - Pick Szeged | 29–27       | Kolstad Håndball | Pick Aréna, Szeged Nézőszám: 4491 Játékvezetők: Martins, Martins (POR) |
| 2024. február 15. 18:45 | Bánhidi 8              | (15–13)     | Guðjónsson 8     | Pick Aréna, Szeged Nézőszám: 4491 Játékvezetők: Martins, Martins (POR) |
| 2024. február 15. 18:45 | 4×                     | Jegyzőkönyv | 2× 1×            | Pick Aréna, Szeged Nézőszám: 4491 Játékvezetők: Martins, Martins (POR) |

| 2024. február 21. 18:45 | Aalborg | 31–26       | OTP Bank - Pick Szeged | Gigantium, Aalborg Nézőszám: 5112 Játékvezetők: Brkic, Jusufhodzic (AUT) |
| 2024. február 21. 18:45 | Vlah 5  | (14–16)     | Šoštarič 7             | Gigantium, Aalborg Nézőszám: 5112 Játékvezetők: Brkic, Jusufhodzic (AUT) |
| 2024. február 21. 18:45 | 4× 1×   | Jegyzőkönyv | 3× 1×                  | Gigantium, Aalborg Nézőszám: 5112 Játékvezetők: Brkic, Jusufhodzic (AUT) |

| 2024. február 21. 18:45 | Kolstad Håndball | 25–34       | RK Zagreb      | Trondheim Spektrum, Trondheim Nézőszám: 5432 Játékvezetők: Álvarez, Bustamante (ESP) |
| 2024. február 21. 18:45 | Lyse 6           | (10–18)     | Morales, Kos 5 | Trondheim Spektrum, Trondheim Nézőszám: 5432 Játékvezetők: Álvarez, Bustamante (ESP) |
| 2024. február 21. 18:45 | 4× 1×            | Jegyzőkönyv | 6×             | Trondheim Spektrum, Trondheim Nézőszám: 5432 Játékvezetők: Álvarez, Bustamante (ESP) |

| 2024. február 22. 18:45 | THW Kiel    | 29–23       | RK Eurofarm Pelister | Wunderino Arena, Kiel Nézőszám: 6428 Játékvezetők: Bíró, Kiss (HUN) |
| 2024. február 22. 18:45 | Skipagøtu 8 | (19–10)     | Radivojević 6        | Wunderino Arena, Kiel Nézőszám: 6428 Játékvezetők: Bíró, Kiss (HUN) |
| 2024. február 22. 18:45 | 1×          | Jegyzőkönyv | 4×                   | Wunderino Arena, Kiel Nézőszám: 6428 Játékvezetők: Bíró, Kiss (HUN) |

| 2024. február 22. 20:45 | Paris Saint-Germain | 35–26       | Vive Kielce | Halle Georges Carpentier, Párizs Nézőszám: 3336 Játékvezetők: Pavićević, Ražnatović (MNE) |
| 2024. február 22. 20:45 | három játékos 6     | (15–14)     | Sićko 7     | Halle Georges Carpentier, Párizs Nézőszám: 3336 Játékvezetők: Pavićević, Ražnatović (MNE) |
| 2024. február 22. 20:45 | 3×                  | Jegyzőkönyv | 5×          | Halle Georges Carpentier, Párizs Nézőszám: 3336 Játékvezetők: Pavićević, Ražnatović (MNE) |

| 2024. február 28. 18:45 | OTP Bank - Pick Szeged | 27–28       | THW Kiel    | Pick Aréna, Szeged Nézőszám: 6569 Játékvezetők: Kurtagic, Wetterwik (SWE) |
| 2024. február 28. 18:45 | Šoštarič 8             | (14–16)     | Johansson 8 | Pick Aréna, Szeged Nézőszám: 6569 Játékvezetők: Kurtagic, Wetterwik (SWE) |
| 2024. február 28. 18:45 | 2× 1×                  | Jegyzőkönyv | 4× 1×       | Pick Aréna, Szeged Nézőszám: 6569 Játékvezetők: Kurtagic, Wetterwik (SWE) |

| 2024. február 28. 20:45 | RK Eurofarm Pelister | 28–33       | Aalborg               | Szportszka szala Boro Csurlevszki, Bitola Nézőszám: 2870 Játékvezetők: Budzák, Záhradník (SVK) |
| 2024. február 28. 20:45 | Kuzmanovski 9        | (14–17)     | Arnoldsen, Bjørnsen 5 | Szportszka szala Boro Csurlevszki, Bitola Nézőszám: 2870 Játékvezetők: Budzák, Záhradník (SVK) |
| 2024. február 28. 20:45 | 4× 1×                | Jegyzőkönyv | 2×                    | Szportszka szala Boro Csurlevszki, Bitola Nézőszám: 2870 Játékvezetők: Budzák, Záhradník (SVK) |

| 2024. február 29. 18:45 | Vive Kielce     | 31–23       | Kolstad Håndball | Hala Legionów, Kielce Nézőszám: 4200 Játékvezetők: Covalciuc, Covalciuc (MDA) |
| 2024. február 29. 18:45 | A. Dujsebajev 8 | (13–10)     | Lyse 6           | Hala Legionów, Kielce Nézőszám: 4200 Játékvezetők: Covalciuc, Covalciuc (MDA) |
| 2024. február 29. 18:45 | 3×              | Jegyzőkönyv | 3×               | Hala Legionów, Kielce Nézőszám: 4200 Játékvezetők: Covalciuc, Covalciuc (MDA) |

| 2024. február 29. 18:45 | RK Zagreb  | 28–26       | Paris Saint-Germain | Arena Zagreb, Zágráb Nézőszám: 12260 Játékvezetők: Lah, Sok (SLO) |
| 2024. február 29. 18:45 | Klarica 10 | (13–13)     | Syprzak 6           | Arena Zagreb, Zágráb Nézőszám: 12260 Játékvezetők: Lah, Sok (SLO) |
| 2024. február 29. 18:45 | 1× 2×      | Jegyzőkönyv | 3×                  | Arena Zagreb, Zágráb Nézőszám: 12260 Játékvezetők: Lah, Sok (SLO) |

| 2024. március 6. 18:45 | THW Kiel | 33–22       | RK Zagreb       | Wunderino Arena, Kiel Nézőszám: 9021 Játékvezetők: Brunner, Salah (SUI) |
| 2024. március 6. 18:45 | Ekberg 9 | (17–15)     | három játékos 4 | Wunderino Arena, Kiel Nézőszám: 9021 Játékvezetők: Brunner, Salah (SUI) |
| 2024. március 6. 18:45 | 1× 1×    | Jegyzőkönyv | 3×              | Wunderino Arena, Kiel Nézőszám: 9021 Játékvezetők: Brunner, Salah (SUI) |

| 2024. március 6. 18:45 | Kolstad Håndball | 34–27       | RK Eurofarm Pelister | Trondheim Spektrum, Trondheim Nézőszám: 4008 Játékvezetők: Mažeika, Gatelis (LTU) |
| 2024. március 6. 18:45 | Lyse 11          | (17–13)     | Borzaš 11            | Trondheim Spektrum, Trondheim Nézőszám: 4008 Játékvezetők: Mažeika, Gatelis (LTU) |
| 2024. március 6. 18:45 | 1×               | Jegyzőkönyv | 4× 1×                | Trondheim Spektrum, Trondheim Nézőszám: 4008 Játékvezetők: Mažeika, Gatelis (LTU) |

| 2024. március 6. 20:45 | Paris Saint-Germain | 37–33       | OTP Bank - Pick Szeged | Halle Georges Carpentier, Párizs Nézőszám: 3136 Játékvezetők: Boričić, Marković (SRB) |
| 2024. március 6. 20:45 | Syprzak 10          | (15–14)     | Garciandia, Martins 8  | Halle Georges Carpentier, Párizs Nézőszám: 3136 Játékvezetők: Boričić, Marković (SRB) |
| 2024. március 6. 20:45 | 6×                  | Jegyzőkönyv | 5× 1×                  | Halle Georges Carpentier, Párizs Nézőszám: 3136 Játékvezetők: Boričić, Marković (SRB) |

| 2024. március 6. 20:45 | Aalborg     | 35–35       | Vive Kielce     | Gigantium, Aalborg Nézőszám: 5137 Játékvezetők: Lah, Sok (SLO) |
| 2024. március 6. 20:45 | Hangaard 12 | (15–18)     | A. Dujsebajev 8 | Gigantium, Aalborg Nézőszám: 5137 Játékvezetők: Lah, Sok (SLO) |
| 2024. március 6. 20:45 | 3× 2×       | Jegyzőkönyv | 4× 1×           | Gigantium, Aalborg Nézőszám: 5137 Játékvezetők: Lah, Sok (SLO) |

### B csoport
| #  | Csapat              | M  | Gy | D | V  | G+  | G–  | Gk  | P  |
| -- | ------------------- | -- | -- | - | -- | --- | --- | --- | -- |
| 1. | SC Magdeburg        | 14 | 12 | 0 | 2  | 439 | 384 | +55 | 24 |
| 2. | FC Barcelona        | 14 | 11 | 0 | 3  | 473 | 409 | +64 | 22 |
| 3. | Telekom Veszprém KC | 14 | 10 | 0 | 4  | 489 | 436 | +53 | 20 |
| 4. | Montpellier         | 14 | 7  | 0 | 7  | 411 | 396 | +15 | 14 |
| 5. | GOG Håndbold        | 14 | 6  | 1 | 7  | 429 | 445 | –16 | 13 |
| 6. | Wisła Płock         | 14 | 5  | 1 | 8  | 376 | 386 | –10 | 11 |
| 7. | Porto               | 14 | 4  | 0 | 10 | 409 | 480 | –71 | 8  |
| 8. | RK Celje            | 14 | 0  | 0 | 14 | 400 | 490 | –90 | 0  |

| 2023. szeptember 13. 20:45 | GOG Håndbold | 38–36       | RK Celje | Jyske Bank Arena, Odense Nézőszám: 2454 Játékvezetők: Konjičanin, Konjičanin (BIH) |
| 2023. szeptember 13. 20:45 | Mensing 7    | (18–19)     | Žabić 8  | Jyske Bank Arena, Odense Nézőszám: 2454 Játékvezetők: Konjičanin, Konjičanin (BIH) |
| 2023. szeptember 13. 20:45 | 4×           | Jegyzőkönyv | 7×       | Jyske Bank Arena, Odense Nézőszám: 2454 Játékvezetők: Konjičanin, Konjičanin (BIH) |

| 2023. szeptember 13. 20:45 | Montpellier | 25–30       | FC Barcelona | Sud de France Arena, Montpellier Nézőszám: 7500 Játékvezetők: Mažeika, Gatelis (LTU) |
| 2023. szeptember 13. 20:45 | Hesham 5    | (11–16)     | Mem 8        | Sud de France Arena, Montpellier Nézőszám: 7500 Játékvezetők: Mažeika, Gatelis (LTU) |
| 2023. szeptember 13. 20:45 | 3× 1×       | Jegyzőkönyv | 5×           | Sud de France Arena, Montpellier Nézőszám: 7500 Játékvezetők: Mažeika, Gatelis (LTU) |

| 2023. szeptember 14. 20:45 | SC Magdeburg | 28–33       | Telekom Veszprém KC | GETEC Arena, Magdeburg Nézőszám: 4224 Játékvezetők: Horáček, Novotný (CZE) |
| 2023. szeptember 14. 20:45 | Damgaard 6   | (18–21)     | Fabregas 6          | GETEC Arena, Magdeburg Nézőszám: 4224 Játékvezetők: Horáček, Novotný (CZE) |
| 2023. szeptember 14. 20:45 | 2×           | Jegyzőkönyv | 3×                  | GETEC Arena, Magdeburg Nézőszám: 4224 Játékvezetők: Horáček, Novotný (CZE) |

| 2023. szeptember 14. 20:45 | Porto            | 24–23       | Wisła Płock | Dragão Caixa, Porto Nézőszám: 1207 Játékvezetők: Boričić, Marković (SRB) |
| 2023. szeptember 14. 20:45 | Læsø, Oliveira 5 | (11–13)     | Krajewski 8 | Dragão Caixa, Porto Nézőszám: 1207 Játékvezetők: Boričić, Marković (SRB) |
| 2023. szeptember 14. 20:45 | 7× 1×            | Jegyzőkönyv | 7× 1×       | Dragão Caixa, Porto Nézőszám: 1207 Játékvezetők: Boričić, Marković (SRB) |

| 2023. szeptember 20. 18:45 | Wisła Płock       | 26–30       | GOG Håndbold | Orlen Arena, Płock Nézőszám: 4100 Játékvezetők: Bíró. Kiss (HUN) |
| 2023. szeptember 20. 18:45 | Daszek, Fazekas 5 | (13–13)     | Olsen 10     | Orlen Arena, Płock Nézőszám: 4100 Játékvezetők: Bíró. Kiss (HUN) |
| 2023. szeptember 20. 18:45 | 2×                | Jegyzőkönyv | 4×           | Orlen Arena, Płock Nézőszám: 4100 Játékvezetők: Bíró. Kiss (HUN) |

| 2023. szeptember 20. 18:45 | RK Celje | 29–30       | Porto        | Zlatorog Arena, Celje Nézőszám: 1700 Játékvezetők: Jørum, Kleven (NOR) |
| 2023. szeptember 20. 18:45 | Janc 9   | (16–9)      | Branquinho 6 | Zlatorog Arena, Celje Nézőszám: 1700 Játékvezetők: Jørum, Kleven (NOR) |
| 2023. szeptember 20. 18:45 | 3×       | Jegyzőkönyv | 2×           | Zlatorog Arena, Celje Nézőszám: 1700 Játékvezetők: Jørum, Kleven (NOR) |

| 2023. szeptember 21. 20:45 | Telekom Veszprém KC | 33–31       | Montpellier | Veszprém Aréna, Veszprém Nézőszám: 5021 Játékvezetők: Madsen, Mortensen (DEN) |
| 2023. szeptember 21. 20:45 | el-Dera 7           | (13–15)     | Karlsson 6  | Veszprém Aréna, Veszprém Nézőszám: 5021 Játékvezetők: Madsen, Mortensen (DEN) |
| 2023. szeptember 21. 20:45 | 3× 2×               | Jegyzőkönyv | 7× 1×       | Veszprém Aréna, Veszprém Nézőszám: 5021 Játékvezetők: Madsen, Mortensen (DEN) |

| 2023. szeptember 21. 20:45 | FC Barcelona | 32–20       | SC Magdeburg    | Palau Blaugrana, Barcelona Nézőszám: 1873 Játékvezetők: Hansen, Madsen (DEN) |
| 2023. szeptember 21. 20:45 | Mem 8        | (14–8)      | Musche, Weber 3 | Palau Blaugrana, Barcelona Nézőszám: 1873 Játékvezetők: Hansen, Madsen (DEN) |
| 2023. szeptember 21. 20:45 | 2× 1×        | Jegyzőkönyv | 2×              | Palau Blaugrana, Barcelona Nézőszám: 1873 Játékvezetők: Hansen, Madsen (DEN) |

| 2023. szeptember 27. 20:45 | SC Magdeburg | 39–23       | RK Celje        | GETEC Arena, Magdeburg Nézőszám: 3964 Játékvezetők: Brunner, Salah (SUI) |
| 2023. szeptember 27. 20:45 | Magnússon 8  | (20–13)     | három játékos 4 | GETEC Arena, Magdeburg Nézőszám: 3964 Játékvezetők: Brunner, Salah (SUI) |
| 2023. szeptember 27. 20:45 | 3× 1×        | Jegyzőkönyv | 6× 1×           | GETEC Arena, Magdeburg Nézőszám: 3964 Játékvezetők: Brunner, Salah (SUI) |

| 2023. szeptember 28. 18:45 | GOG Håndbold | 36–30       | Telekom Veszprém KC | Jyske Bank Arena, Odense Nézőszám: 3416 Játékvezetők: Covalciuc, Covalciuc (MDA) |
| 2023. szeptember 28. 18:45 | Mensing 11   | (18–14)     | Remili 8            | Jyske Bank Arena, Odense Nézőszám: 3416 Játékvezetők: Covalciuc, Covalciuc (MDA) |
| 2023. szeptember 28. 18:45 | 4×           | Jegyzőkönyv | 5×                  | Jyske Bank Arena, Odense Nézőszám: 3416 Játékvezetők: Covalciuc, Covalciuc (MDA) |

| 2023. szeptember 28. 18:45 | Porto           | 30–38       | FC Barcelona | Dragão Caixa, Porto Nézőszám: 1845 Játékvezetők: Bonaventura, Bonaventura (FRA) |
| 2023. szeptember 28. 18:45 | három játékos 5 | (15–19)     | Frade 6      | Dragão Caixa, Porto Nézőszám: 1845 Játékvezetők: Bonaventura, Bonaventura (FRA) |
| 2023. szeptember 28. 18:45 | 3×              | Jegyzőkönyv | 3×           | Dragão Caixa, Porto Nézőszám: 1845 Játékvezetők: Bonaventura, Bonaventura (FRA) |

| 2023. szeptember 28. 20:45 | Montpellier | 30–28       | Wisła Płock      | FDI Stadium, Montpellier Nézőszám: 2600 Játékvezetők: Horáček, Novotný (CZE) |
| 2023. szeptember 28. 20:45 | Hesham 9    | (14–15)     | Zarabec, Mihić 6 | FDI Stadium, Montpellier Nézőszám: 2600 Játékvezetők: Horáček, Novotný (CZE) |
| 2023. szeptember 28. 20:45 | 5× 1×       | Jegyzőkönyv | 6× 1×            | FDI Stadium, Montpellier Nézőszám: 2600 Játékvezetők: Horáček, Novotný (CZE) |

| 2023. október 11. 18:45 | Telekom Veszprém KC | 44–34       | Porto  | Veszprém Aréna, Veszprém Nézőszám: 5000 Játékvezetők: Elíasson, Pálsson (ISL) |
| 2023. október 11. 18:45 | Remili 10           | (22–16)     | Læsø 8 | Veszprém Aréna, Veszprém Nézőszám: 5000 Játékvezetők: Elíasson, Pálsson (ISL) |
| 2023. október 11. 18:45 | 1×                  | Jegyzőkönyv | 2× 1×  | Veszprém Aréna, Veszprém Nézőszám: 5000 Játékvezetők: Elíasson, Pálsson (ISL) |

| 2023. október 11. 18:45 | RK Celje | 29–31       | Montpellier | Zlatorog Arena, Celje Nézőszám: 1350 Játékvezetők: Nikolov, Nachevski (MKD) |
| 2023. október 11. 18:45 | Cokan 9  | (17–17)     | Monte 10    | Zlatorog Arena, Celje Nézőszám: 1350 Játékvezetők: Nikolov, Nachevski (MKD) |
| 2023. október 11. 18:45 | 3× 1×    | Jegyzőkönyv | 4× 1×       | Zlatorog Arena, Celje Nézőszám: 1350 Játékvezetők: Nikolov, Nachevski (MKD) |

| 2023. október 12. 20:45 | FC Barcelona | 38–30       | GOG Håndbold | Palau Blaugrana, Barcelona Nézőszám: 2407 Játékvezetők: Pavićević, Ražnatović (MNE) |
| 2023. október 12. 20:45 | Mem 10       | (20–11)     | Madsen 8     | Palau Blaugrana, Barcelona Nézőszám: 2407 Játékvezetők: Pavićević, Ražnatović (MNE) |
| 2023. október 12. 20:45 | 1×           | Jegyzőkönyv | 2×           | Palau Blaugrana, Barcelona Nézőszám: 2407 Játékvezetők: Pavićević, Ražnatović (MNE) |

| 2023. október 12. 20:45 | Wisła Płock | 26–28       | SC Magdeburg | Orlen Arena, Płock Nézőszám: 2936 Játékvezetők: Gasmi, Gasmi (FRA) |
| 2023. október 12. 20:45 | Lučin 6     | (12–14)     | Claar 9      | Orlen Arena, Płock Nézőszám: 2936 Játékvezetők: Gasmi, Gasmi (FRA) |
| 2023. október 12. 20:45 | 5× 1×       | Jegyzőkönyv | 6×           | Orlen Arena, Płock Nézőszám: 2936 Játékvezetők: Gasmi, Gasmi (FRA) |

| 2023. október 18. 18:45 | GOG Håndbold | 32–27       | Montpellier    | Jyske Bank Arena, Odense Nézőszám: 1746 Játékvezetők: Merz, Kuttler (GER) |
| 2023. október 18. 18:45 | Madsen 8     | (16–18)     | négy játékos 4 | Jyske Bank Arena, Odense Nézőszám: 1746 Játékvezetők: Merz, Kuttler (GER) |
| 2023. október 18. 18:45 | 3× 1×        | Jegyzőkönyv | 3×             | Jyske Bank Arena, Odense Nézőszám: 1746 Játékvezetők: Merz, Kuttler (GER) |

| 2023. október 18. 18:45 | RK Celje | 31–37       | FC Barcelona    | Zlatorog Arena, Celje Nézőszám: 3890 Játékvezetők: Covalciuc, Covalciuc (MDA) |
| 2023. október 18. 18:45 | Mlakar 6 | (17–22)     | három játékos 5 | Zlatorog Arena, Celje Nézőszám: 3890 Játékvezetők: Covalciuc, Covalciuc (MDA) |
| 2023. október 18. 18:45 | 2× 1×    | Jegyzőkönyv | 2×              | Zlatorog Arena, Celje Nézőszám: 3890 Játékvezetők: Covalciuc, Covalciuc (MDA) |

| 2023. október 19. 18:45 | Telekom Veszprém KC | 28–21       | Wisła Płock | Veszprém Aréna, Veszprém Nézőszám: 5019 Játékvezetők: Jørum, Kleven (NOR) |
| 2023. október 19. 18:45 | Marguč 6            | (14–9)      | Krajewski 6 | Veszprém Aréna, Veszprém Nézőszám: 5019 Játékvezetők: Jørum, Kleven (NOR) |
| 2023. október 19. 18:45 | 6×                  | Jegyzőkönyv | 1×          | Veszprém Aréna, Veszprém Nézőszám: 5019 Játékvezetők: Jørum, Kleven (NOR) |

| 2023. október 19. 20:45 | SC Magdeburg | 37–33       | Porto  | GETEC Arena, Magdeburg Nézőszám: 5274 Játékvezetők: Pavićević, Ražnatović (MNE) |
| 2023. október 19. 20:45 | Magnússon 9  | (18–17)     | Læsø 9 | GETEC Arena, Magdeburg Nézőszám: 5274 Játékvezetők: Pavićević, Ražnatović (MNE) |
| 2023. október 19. 20:45 | 1×           | Jegyzőkönyv | 4×     | GETEC Arena, Magdeburg Nézőszám: 5274 Játékvezetők: Pavićević, Ražnatović (MNE) |

| 2023. október 25. 20:45 | Montpellier | 25–28       | SC Magdeburg | FDI Stadium, Montpellier Nézőszám: 3000 Játékvezetők: Konjičanin, Konjičanin (BIH) |
| 2023. október 25. 20:45 | Karlsson 9  | (14–12)     | Musche 6     | FDI Stadium, Montpellier Nézőszám: 3000 Játékvezetők: Konjičanin, Konjičanin (BIH) |
| 2023. október 25. 20:45 | 3× 1×       | Jegyzőkönyv | 3× 1×        | FDI Stadium, Montpellier Nézőszám: 3000 Játékvezetők: Konjičanin, Konjičanin (BIH) |

| 2023. október 26. 20:45 | FC Barcelona     | 36–41       | Telekom Veszprém KC    | Palau Blaugrana, Barcelona Nézőszám: 3028 Játékvezetők: Nikolov, Nachevski (MKD) |
| 2023. október 26. 20:45 | Mem, N’Guessan 7 | (17–19)     | Pechmalbec, Fabregas 7 | Palau Blaugrana, Barcelona Nézőszám: 3028 Játékvezetők: Nikolov, Nachevski (MKD) |
| 2023. október 26. 20:45 | 1×               | Jegyzőkönyv | 2×                     | Palau Blaugrana, Barcelona Nézőszám: 3028 Játékvezetők: Nikolov, Nachevski (MKD) |

| 2023. október 26. 20:45 | Wisła Płock | 30–25       | RK Celje | Orlen Arena, Płock Nézőszám: 3011 Játékvezetők: Mažeika, Gatelis (LTU) |
| 2023. október 26. 20:45 | Dawydzik 8  | (17–11)     | Janc 8   | Orlen Arena, Płock Nézőszám: 3011 Játékvezetők: Mažeika, Gatelis (LTU) |
| 2023. október 26. 20:45 | 2×          | Jegyzőkönyv | 6× 1×    | Orlen Arena, Płock Nézőszám: 3011 Játékvezetők: Mažeika, Gatelis (LTU) |

| 2023. október 26. 20:45 | Porto              | 32–31       | GOG Håndbold | Dragão Caixa, Porto Nézőszám: 1021 Játékvezetők: Horváth, Marton (HUN) |
| 2023. október 26. 20:45 | Mikkelsen, Areia 5 | (15–21)     | Madsen 6     | Dragão Caixa, Porto Nézőszám: 1021 Játékvezetők: Horváth, Marton (HUN) |
| 2023. október 26. 20:45 | 2× 1×              | Jegyzőkönyv | 2× 2×        | Dragão Caixa, Porto Nézőszám: 1021 Játékvezetők: Horváth, Marton (HUN) |

| 2023. november 15. 18:45 | RK Celje | 33–40       | Telekom Veszprém KC | Zlatorog Arena, Celje Nézőszám: 3722 Játékvezetők: Pavićević, Ražnatović (MNE) |
| 2023. november 15. 18:45 | Cokan 7  | (17–22)     | Descat 8            | Zlatorog Arena, Celje Nézőszám: 3722 Játékvezetők: Pavićević, Ražnatović (MNE) |
| 2023. november 15. 18:45 | 4×       | Jegyzőkönyv | 1×                  | Zlatorog Arena, Celje Nézőszám: 3722 Játékvezetők: Pavićević, Ražnatović (MNE) |

| 2023. november 15. 20:45 | Montpellier | 35–24       | Porto     | FDI Stadium, Montpellier Nézőszám: 3000 Játékvezetők: Schulze, Tönnies (GER) |
| 2023. november 15. 20:45 | Karlsson 10 | (18–13)     | Jiménez 4 | FDI Stadium, Montpellier Nézőszám: 3000 Játékvezetők: Schulze, Tönnies (GER) |
| 2023. november 15. 20:45 | 2×          | Jegyzőkönyv | 3×        | FDI Stadium, Montpellier Nézőszám: 3000 Játékvezetők: Schulze, Tönnies (GER) |

| 2023. november 16. 20:45 | SC Magdeburg | 35–27       | GOG Håndbold | GETEC Arena, Magdeburg Nézőszám: 4890 Játékvezetők: Lah, Sok (SLO) |
| 2023. november 16. 20:45 | Damgaard 7   | (16–16)     | Madsen 8     | GETEC Arena, Magdeburg Nézőszám: 4890 Játékvezetők: Lah, Sok (SLO) |
| 2023. november 16. 20:45 | 1× 1×        | Jegyzőkönyv | 4× 1×        | GETEC Arena, Magdeburg Nézőszám: 4890 Játékvezetők: Lah, Sok (SLO) |

| 2023. november 16. 20:45 | Wisła Płock | 25–28       | FC Barcelona | Orlen Arena, Płock Nézőszám: 5467 Játékvezetők: Merz, Kuttler (GER) |
| 2023. november 16. 20:45 | Lučin 8     | (11–15)     | Mem 6        | Orlen Arena, Płock Nézőszám: 5467 Játékvezetők: Merz, Kuttler (GER) |
| 2023. november 16. 20:45 | 4× 1×       | Jegyzőkönyv | 3× 1×        | Orlen Arena, Płock Nézőszám: 5467 Játékvezetők: Merz, Kuttler (GER) |

| 2023. november 23. 18:45 | GOG Håndbold    | 25–32       | SC Magdeburg | Jyske Bank Arena, Odense Nézőszám: 4000 Játékvezetők: Jørum, Kleven (NOR) |
| 2023. november 23. 18:45 | Madsen, Olsen 5 | (13–17)     | Claar 7      | Jyske Bank Arena, Odense Nézőszám: 4000 Játékvezetők: Jørum, Kleven (NOR) |
| 2023. november 23. 18:45 | 1× 1×           | Jegyzőkönyv | 4×           | Jyske Bank Arena, Odense Nézőszám: 4000 Játékvezetők: Jørum, Kleven (NOR) |

| 2023. november 23. 18:45 | Telekom Veszprém KC | 41–31       | RK Celje | Veszprém Aréna, Veszprém Nézőszám: 4950 Játékvezetők: Bonaventura, Bonaventura (FRA) |
| 2023. november 23. 18:45 | Marguč 6            | (22–15)     | Janc 10  | Veszprém Aréna, Veszprém Nézőszám: 4950 Játékvezetők: Bonaventura, Bonaventura (FRA) |
| 2023. november 23. 18:45 | 3×                  | Jegyzőkönyv | 4× 1×    | Veszprém Aréna, Veszprém Nézőszám: 4950 Játékvezetők: Bonaventura, Bonaventura (FRA) |

| 2023. november 23. 20:45 | FC Barcelona   | 32–25       | Wisła Płock | Palau Blaugrana, Barcelona Nézőszám: 1520 Játékvezetők: Brunner, Salah (SUI) |
| 2023. november 23. 20:45 | Frade, Gómez 8 | (16–13)     | Krajewski 5 | Palau Blaugrana, Barcelona Nézőszám: 1520 Játékvezetők: Brunner, Salah (SUI) |
| 2023. november 23. 20:45 | 2×             | Jegyzőkönyv | 1×          | Palau Blaugrana, Barcelona Nézőszám: 1520 Játékvezetők: Brunner, Salah (SUI) |

| 2023. november 23. 20:45 | Porto       | 25–29       | Montpellier | Dragão Caixa, Porto Nézőszám: 1149 Játékvezetők: Kurtagic, Wetterwik (SWE) |
| 2023. november 23. 20:45 | Magalhães 5 | (13–13)     | Pellas 9    | Dragão Caixa, Porto Nézőszám: 1149 Játékvezetők: Kurtagic, Wetterwik (SWE) |
| 2023. november 23. 20:45 | 1×          | Jegyzőkönyv | 1×          | Dragão Caixa, Porto Nézőszám: 1149 Játékvezetők: Kurtagic, Wetterwik (SWE) |

| 2023. november 29. 18:45 | RK Celje | 25–30       | Wisła Płock | Zlatorog Arena, Celje Nézőszám: 2500 Játékvezetők: Madsen, Mortensen (DEN) |
| 2023. november 29. 18:45 | Janc 8   | (13–15)     | Lučin 8     | Zlatorog Arena, Celje Nézőszám: 2500 Játékvezetők: Madsen, Mortensen (DEN) |
| 2023. november 29. 18:45 | 5× 1×    | Jegyzőkönyv | 5× 1×       | Zlatorog Arena, Celje Nézőszám: 2500 Játékvezetők: Madsen, Mortensen (DEN) |

| 2023. november 29. 20:45 | GOG Håndbold | 35–27       | Porto     | Jyske Bank Arena, Odense Nézőszám: 3233 Játékvezetők: Horáček, Novotný (CZE) |
| 2023. november 29. 20:45 | Mensing 8    | (20–12)     | Jiménez 6 | Jyske Bank Arena, Odense Nézőszám: 3233 Játékvezetők: Horáček, Novotný (CZE) |
| 2023. november 29. 20:45 | 2×           | Jegyzőkönyv | 2×        | Jyske Bank Arena, Odense Nézőszám: 3233 Játékvezetők: Horáček, Novotný (CZE) |

| 2023. november 30. 18:45 | Telekom Veszprém KC | 30–31       | FC Barcelona | Veszprém Aréna, Veszprém Nézőszám: 5300 Játékvezetők: Schulze, Tönnies (GER) |
| 2023. november 30. 18:45 | Remili 6            | (15–17)     | Gómez 8      | Veszprém Aréna, Veszprém Nézőszám: 5300 Játékvezetők: Schulze, Tönnies (GER) |
| 2023. november 30. 18:45 | 1×                  | Jegyzőkönyv | 3×           | Veszprém Aréna, Veszprém Nézőszám: 5300 Játékvezetők: Schulze, Tönnies (GER) |

| 2023. november 30. 20:45 | SC Magdeburg | 28–24       | Montpellier     | GETEC Arena, Magdeburg Nézőszám: 4993 Játékvezetők: Boričić, Marković (SRB) |
| 2023. november 30. 20:45 | Smárason 8   | (14–11)     | három játékos 4 | GETEC Arena, Magdeburg Nézőszám: 4993 Játékvezetők: Boričić, Marković (SRB) |
| 2023. november 30. 20:45 | 2× 1×        | Jegyzőkönyv | 3× 1×           | GETEC Arena, Magdeburg Nézőszám: 4993 Játékvezetők: Boričić, Marković (SRB) |

| 2023. december 6. 20:45 | Montpellier | 36–25       | GOG Håndbold | FDI Stadium, Montpellier Nézőszám: 2700 Játékvezetők: Brunner, Salah (SUI) |
| 2023. december 6. 20:45 | Pellas 8    | (16–13)     | Madsen 11    | FDI Stadium, Montpellier Nézőszám: 2700 Játékvezetők: Brunner, Salah (SUI) |
| 2023. december 6. 20:45 | 3× 1×       | Jegyzőkönyv | 2× 1×        | FDI Stadium, Montpellier Nézőszám: 2700 Játékvezetők: Brunner, Salah (SUI) |

| 2023. december 7. 20:45 | FC Barcelona | 39–30       | RK Celje | Palau Blaugrana, Barcelona Nézőszám: 2837 Játékvezetők: Gasmi, Gasmi (FRA) |
| 2023. december 7. 20:45 | Richardson 8 | (21–13)     | Cokan 8  | Palau Blaugrana, Barcelona Nézőszám: 2837 Játékvezetők: Gasmi, Gasmi (FRA) |
| 2023. december 7. 20:45 | 1×           | Jegyzőkönyv | 3×       | Palau Blaugrana, Barcelona Nézőszám: 2837 Játékvezetők: Gasmi, Gasmi (FRA) |

| 2023. december 7. 20:45 | Wisła Płock | 37–30       | Telekom Veszprém KC | Orlen Arena, Płock Nézőszám: 3210 Játékvezetők: Kurtagic, Wetterwik (SWE) |
| 2023. december 7. 20:45 | Lučin 8     | (18–11)     | Descat 8            | Orlen Arena, Płock Nézőszám: 3210 Játékvezetők: Kurtagic, Wetterwik (SWE) |
| 2023. december 7. 20:45 | 4×          | Jegyzőkönyv | 4×                  | Orlen Arena, Płock Nézőszám: 3210 Játékvezetők: Kurtagic, Wetterwik (SWE) |

| 2023. december 7. 20:45 | Porto      | 31–40       | SC Magdeburg        | Dragão Caixa, Porto Nézőszám: 1065 Játékvezetők: Mažeika, Gatelis (LTU) |
| 2023. december 7. 20:45 | Martínez 7 | (16–19)     | Hornke, Magnússon 8 | Dragão Caixa, Porto Nézőszám: 1065 Játékvezetők: Mažeika, Gatelis (LTU) |
| 2023. december 7. 20:45 | 3× 1×      | Jegyzőkönyv | 1× 3×               | Dragão Caixa, Porto Nézőszám: 1065 Játékvezetők: Mažeika, Gatelis (LTU) |

| 2024. február 14. 18:45 | GOG Håndbold | 23–30       | FC Barcelona | Jyske Bank Arena, Odense Nézőszám: 4236 Játékvezetők: Kurtagic, Wetterwik (SWE) |
| 2024. február 14. 18:45 | Madsen 6     | (14–17)     | Richardson 6 | Jyske Bank Arena, Odense Nézőszám: 4236 Játékvezetők: Kurtagic, Wetterwik (SWE) |
| 2024. február 14. 18:45 | 1×           | Jegyzőkönyv | 1× 1×        | Jyske Bank Arena, Odense Nézőszám: 4236 Játékvezetők: Kurtagic, Wetterwik (SWE) |

| 2024. február 14. 20:45 | Montpellier | 32–21       | RK Celje | FDI Stadium, Montpellier Nézőszám: 2800 Játékvezetők: Merz, Kuttler (GER) |
| 2024. február 14. 20:45 | Porte 6     | (17–12)     | Janc 4   | FDI Stadium, Montpellier Nézőszám: 2800 Játékvezetők: Merz, Kuttler (GER) |
| 2024. február 14. 20:45 | 3×          | Jegyzőkönyv | 5×       | FDI Stadium, Montpellier Nézőszám: 2800 Játékvezetők: Merz, Kuttler (GER) |

| 2024. február 15. 20:45 | SC Magdeburg      | 28–22       | Wisła Płock | GETEC Arena, Magdeburg Nézőszám: 6060 Játékvezetők: Bonaventura, Bonaventura (FRA) |
| 2024. február 15. 20:45 | Hornke, Mertens 6 | (13–14)     | Lučin 8     | GETEC Arena, Magdeburg Nézőszám: 6060 Játékvezetők: Bonaventura, Bonaventura (FRA) |
| 2024. február 15. 20:45 | 1×                | Jegyzőkönyv | 5× 2× 1×    | GETEC Arena, Magdeburg Nézőszám: 6060 Játékvezetők: Bonaventura, Bonaventura (FRA) |

| 2024. február 15. 20:45 | Porto       | 26–40       | Telekom Veszprém KC | Dragão Caixa, Porto Nézőszám: 1166 Játékvezetők: Gasmi, Gasmi (FRA) |
| 2024. február 15. 20:45 | Fernández 5 | (11–21)     | Jahja 6             | Dragão Caixa, Porto Nézőszám: 1166 Játékvezetők: Gasmi, Gasmi (FRA) |
| 2024. február 15. 20:45 | 1×          | Jegyzőkönyv | 3×                  | Dragão Caixa, Porto Nézőszám: 1166 Játékvezetők: Gasmi, Gasmi (FRA) |

| 2024. február 21. 18:45 | RK Celje | 27–37       | SC Magdeburg         | Zlatorog Arena, Celje Nézőszám: 3123 Játékvezetők: Hansen, Madsen (DEN) |
| 2024. február 21. 18:45 | Cokan 8  | (12–18)     | Magnússon, Mertens 8 | Zlatorog Arena, Celje Nézőszám: 3123 Játékvezetők: Hansen, Madsen (DEN) |
| 2024. február 21. 18:45 | 6× 2×    | Jegyzőkönyv | 3× 1×                | Zlatorog Arena, Celje Nézőszám: 3123 Játékvezetők: Hansen, Madsen (DEN) |

| 2024. február 21. 20:45 | Wisła Płock | 22–18       | Montpellier | Orlen Arena, Płock Nézőszám: 4138 Játékvezetők: Marín, García (ESP) |
| 2024. február 21. 20:45 | Lučin 5     | (10–10)     | Fernández 4 | Orlen Arena, Płock Nézőszám: 4138 Játékvezetők: Marín, García (ESP) |
| 2024. február 21. 20:45 | 8×          | Jegyzőkönyv | 5× 1×       | Orlen Arena, Płock Nézőszám: 4138 Játékvezetők: Marín, García (ESP) |

| 2024. február 22. 18:45 | Telekom Veszprém KC | 34–31       | GOG Håndbold | Veszprém Aréna, Veszprém Nézőszám: 5011 Játékvezetők: Mažeika, Gatelis (LTU) |
| 2024. február 22. 18:45 | Jahja, Remili 6     | (19–13)     | Mensing 10   | Veszprém Aréna, Veszprém Nézőszám: 5011 Játékvezetők: Mažeika, Gatelis (LTU) |
| 2024. február 22. 18:45 | 4× 1×               | Jegyzőkönyv | 5×           | Veszprém Aréna, Veszprém Nézőszám: 5011 Játékvezetők: Mažeika, Gatelis (LTU) |

| 2024. február 22. 20:45 | FC Barcelona | 40–33       | Porto          | Palau Blaugrana, Barcelona Nézőszám: 2494 Játékvezetők: Erdoğan, Özdeniz (TUR) |
| 2024. február 22. 20:45 | Gómez 7      | (20–15)     | négy játékos 4 | Palau Blaugrana, Barcelona Nézőszám: 2494 Játékvezetők: Erdoğan, Özdeniz (TUR) |
| 2024. február 22. 20:45 | 1×           | Jegyzőkönyv | 2×             | Palau Blaugrana, Barcelona Nézőszám: 2494 Játékvezetők: Erdoğan, Özdeniz (TUR) |

| 2024. február 28. 18:45 | GOG Håndbold | 32–32       | Wisła Płock | Jyske Bank Arena, Odense Nézőszám: 3856 Játékvezetők: Schulze, Tönnies (GER) |
| 2024. február 28. 18:45 | Madsen 9     | (17–14)     | Lučin 11    | Jyske Bank Arena, Odense Nézőszám: 3856 Játékvezetők: Schulze, Tönnies (GER) |
| 2024. február 28. 18:45 | 4× 1×        | Jegyzőkönyv | 2×          | Jyske Bank Arena, Odense Nézőszám: 3856 Játékvezetők: Schulze, Tönnies (GER) |

| 2024. február 28. 20:45 | Porto    | 32–30       | RK Celje    | Dragão Caixa, Porto Nézőszám: 1010 Játékvezetők: Nikolov, Nachevski (MKD) |
| 2024. február 28. 20:45 | Areia 10 | (14–11)     | Milićević 9 | Dragão Caixa, Porto Nézőszám: 1010 Játékvezetők: Nikolov, Nachevski (MKD) |
| 2024. február 28. 20:45 | 1×       | Jegyzőkönyv | 3× 1×       | Dragão Caixa, Porto Nézőszám: 1010 Játékvezetők: Nikolov, Nachevski (MKD) |

| 2024. február 29. 20:45 | SC Magdeburg   | 29–28       | FC Barcelona | GETEC Arena, Magdeburg Nézőszám: 6600 Játékvezetők: Jørum, Kleven (NOR) |
| 2024. február 29. 20:45 | Kristjánsson 6 | (13–14)     | Frade 8      | GETEC Arena, Magdeburg Nézőszám: 6600 Játékvezetők: Jørum, Kleven (NOR) |
| 2024. február 29. 20:45 | 1× 1×          | Jegyzőkönyv | 1× 1×        | GETEC Arena, Magdeburg Nézőszám: 6600 Játékvezetők: Jørum, Kleven (NOR) |

| 2024. február 29. 20:45 | Montpellier | 31–37       | Telekom Veszprém KC | FDI Stadium, Montpellier Nézőszám: 3000 Játékvezetők: Elíasson, Pálsson (ISL) |
| 2024. február 29. 20:45 | Monte 5     | (18–17)     | Vajlupav 8          | FDI Stadium, Montpellier Nézőszám: 3000 Játékvezetők: Elíasson, Pálsson (ISL) |
| 2024. február 29. 20:45 | 1× 1×       | Jegyzőkönyv | 3× 1×               | FDI Stadium, Montpellier Nézőszám: 3000 Játékvezetők: Elíasson, Pálsson (ISL) |

| 2024. március 7. 18:45 | Telekom Veszprém KC | 28–30       | SC Magdeburg | Veszprém Aréna, Veszprém Nézőszám: 5019 Játékvezetők: Martins, Martins (POR) |
| 2024. március 7. 18:45 | Fabregas 8          | (14–14)     | Claar 9      | Veszprém Aréna, Veszprém Nézőszám: 5019 Játékvezetők: Martins, Martins (POR) |
| 2024. március 7. 18:45 | 3×                  | Jegyzőkönyv | 3× 1×        | Veszprém Aréna, Veszprém Nézőszám: 5019 Játékvezetők: Martins, Martins (POR) |

| 2024. március 7. 18:45 | RK Celje | 30–34       | GOG Håndbold | Zlatorog Arena, Celje Nézőszám: 1784 Játékvezetők: Marín, García (ESP) |
| 2024. március 7. 18:45 | Janc 8   | (15–15)     | Mensing 10   | Zlatorog Arena, Celje Nézőszám: 1784 Játékvezetők: Marín, García (ESP) |
| 2024. március 7. 18:45 | 2×       | Jegyzőkönyv | 2× 2×        | Zlatorog Arena, Celje Nézőszám: 1784 Játékvezetők: Marín, García (ESP) |

| 2024. március 7. 20:45 | FC Barcelona | 34–37       | Montpellier | Palau Blaugrana, Barcelona Nézőszám: 2704 Játékvezetők: Konjičanin, Konjičanin (BIH) |
| 2024. március 7. 20:45 | Mem 9        | (19–18)     | Monte 11    | Palau Blaugrana, Barcelona Nézőszám: 2704 Játékvezetők: Konjičanin, Konjičanin (BIH) |
| 2024. március 7. 20:45 | 2×           | Jegyzőkönyv | 6×          | Palau Blaugrana, Barcelona Nézőszám: 2704 Játékvezetők: Konjičanin, Konjičanin (BIH) |

| 2024. március 7. 20:45 | Wisła Płock    | 29–28       | Porto  | Orlen Arena, Płock Nézőszám: 4098 Játékvezetők: Horváth, Marton (HUN) |
| 2024. március 7. 20:45 | négy játékos 4 | (14–15)     | Læsø 7 | Orlen Arena, Płock Nézőszám: 4098 Játékvezetők: Horváth, Marton (HUN) |
| 2024. március 7. 20:45 | 2×             | Jegyzőkönyv |        | Orlen Arena, Płock Nézőszám: 4098 Játékvezetők: Horváth, Marton (HUN) |